# Trust / A Confession of Tokio
A Trust / A Confession of Tokio Okui Maszami harmincnegyedik kislemeze, mely 2005. május 11-én jelent meg az Evolution kiadó gondozásában. A címadó dal a Kore ga vatasi no gosudzsin-szama anime nyitódala, a B-oldalas dal, a Dragonfly albumának egyik dala. A kislemez az énekesnő elmúlt évek kislemezeihez képest jól szerepelt, harminchetedik helyet érte el a japán kislemez eladási listán, és négy hétig szerepelt rajta, összesen 6 051-et adtak el belőle.

## Dalok listája
1. Trust 4:18
2. A Confession of Tokio 4:33
3. Trust (Instrumental) 4:18
4. A Confession of Tokio (Instrumental) 4:32